# Школа Святого Фомы (Лейпциг)
Лейпцигская школа Святого Фомы (нем. Thomasschule zu Leipzig) — гуманитарное и музыкальное учебное заведение, находящееся в квартале Бахфиртель немецкого города Лейпциг (федеральная земля Саксония). Основанная в 1212 году школа Святого Фомы относится к числу старейших школ Германии. В учебном году 2010/11 в школе работает 61 преподаватель.

Всемирную известность школе принёс Иоганн Себастьян Бах, который служил в ней кантором. Среди выпускников школы было много знаменитых личностей.
Школа Святого Фомы является одним из самых престижных и богатых традициями учебных заведений в Саксонии.

## История

### Монастырская школа
В 1212 году по инициативе маркграфа Дитриха фон Майссена в Лейпциге был основан монастырь ордена августинцев, получивший имя в честь апостола Фомы. Основание монастыря было подтверждено эдиктом императора Священной Римской империи Оттоном IV. В 1218 году папа Гонорий III взял монастырь под защиту Святого Петра.

С самого основания монастыря при нём существовала школа-приют, которая стала первой постоянно действующей школой в Саксонии.

Изначально школа занималась образованием и подготовкой мальчиков для существующего при монастырской церкви хора Святого Фомы. Наряду с религиозным и музыкальным образованием мальчики изучали языки и «свободные искусства».

Первое письменное упоминание о школе относится к 1254 году, при этом упоминалось имя главы школы Тидерикуса, который одновременно исполнял обязанности кантора.
Летом 1519 года в Лейпциге состоялся знаменитый диспут между Мартином Лютером и профессором теологии Иоганном Экком, в ходе которого Лютер окончательно разорвал с папской церковью. Со вступительной речью на диспуте выступил учитель школы Святого Томаса Пётр Мозелланус. Протокол заседаний вёл тогдашний ректор школы Иоганн Граманн. Кантор школы Георг Рау 27 июня для участников диспута устроил исполнение мессы.

После диспута Иоганн Граманн стал сторонником лютеранства и ввёл в школе преподавание гуманизма.

### Гимназия
В 1543 году Лейпциг перешел на сторону Реформации. Августинский монастырь был закрыт, а школа перешла под начало городского магистрата. При ректоре Андреасе Яне в 1553 году школа переехала в новое двухэтажное здание, построенное по проекту архитектора Иеронима Лоттера на площади Thomaskirchhof рядом с церковью Святого Фомы. Над входом в школу находилась следующая надпись:
Non hic Pierides, non vanum numen Apollo,

Non de mentiti vertice nata Iovis,

Ipse sed aeterni Christus sapientia patris

Praesidet, est soli cui locus iste sacer.
В вольном переводе с латыни этот текст звучит следующим образом:
Здесь власти нет ни муз, ни Аполлона,

И воле Юпитера здесь места нет,

Но лишь Христос и мудрость вечного Отца

Царят в священном этом месте.
Старейшее из известных расписаний занятий в школе относится к 1574 году. В нём можно найти не только уроки музыки, но и занятия по математике, риторике, литературе. Ученики изучали работы Цицерона, Овидия, Теренция, Вергилия, Лукиана, знакомились с идеями Мартина Лютера.

С 1634 года ученики должны были сдавать экзамены. В первой половине XVII века учениками школы были ставшие позже знаменитыми барочный композитор Томас Зелле, авторы барочной лирики Мартин Ринкарт и Пауль Флеминг.

Однако, средства, выделяемые магистратом на содержание школы, были явно недостаточными. В 1609 году ректор Амброзий Барденштайн жаловался на крайнюю нужду, которую должны были испытывать ученики. В годы Тридцатилетней войны условия, в которых вынуждены были учиться мальчики, ещё более ухудшились. Дело в том, что состоятельные семьи предпочитали отдавать своих детей на обучение в школу Святого Николая или в гимназию Святой Афры Аугсбургской, а отцы бедных детей были забраны в солдаты и не могли содержать своих сыновей. С 1637 года, когда ректором стал Авраам Теллер пожертвования граждан Лейпцига школе Святого Фомы постоянно возрастают, а ректор Георг Крамер добился от магистрата увеличения выделяемого школе содержания.
Самым известным учеником второй половины XVII века был выдающийся немецкий философ, математик, физик, дипломат, историк, изобретатель и языковед Готфрид Вильгельм Лейбниц. 

В 1680 году в Лейпциге вспыхнула эпидемия чумы, которая не обошла и школу Святого Фомы.
В 1723 году во время ректорства Иоганна Генриха Эрнести должность кантора школы занимает Иоганн Себастьян Бах. Также Бах исполнял обязанности преподавателя латыни и лютеранской ортодоксии.
С 1730 по 1734 год должность ректора занимал известный учёный-гуманист Иоганн Матиас Геснер, при котором была осуществлена школьная реформа. В 1732 году школа, обновлённая в барочном стиле по проекту архитектора Георга Вернера, торжественно открылась кантатой Баха «Радостный день, часы стремленья» (нем. „Froher Tag, verlangte Stunden“) (либретто написал ректор лейпцигского университета Иоганн Генрих Винклер. 4 ноября 1734 года школа встречала новых учеников кантатой «Печаль Святого Фомы» (нем. „Thomana saß annoch betrübt“) (либретто — Иоганна Августа Ландвойта).

В школе Святого Фомы учились все без исключения сыновья Баха — Вильгельм Фридеман, Карл Филипп Эммануил, Иоганн Кристоф Фридрих и Иоганн Христиан. Здесь учился будущий композитор Иоганн Давид Хайнихен.

В 1751 году заместитель ректор а Иоганн Фридрих Фишер ввёл в школе преподавание древнееврейского и древнегреческого языков. В 1789 году школу посетил Вольфганг Амадей Моцарт

### Гуманистическая гимназия
В 1813 году под Лейпцигом состоялось крупнейшее сражение Наполеоновских войн — Битва народов. При этом школа Святого Фомы использовалась в качестве военного госпиталя. После поражения Наполеона кантор школы Иоганн Готфрид Шихт посвятил русскому генералу Репнину-Волконскому кантату «Спаситель Святого Фомы» (нем. „Salvatori scholae Thomanae“).

В 1817 году ректор Рост писал:
«Три основных цели, которые преследует школа Святого Фомы — это воспитание одаренных молодых людей с целью достижения совершенства, на столько на сколько это возможно, изучение наук, а также музыкальное образование и развитие музыкальных способностей.»
В 1835 году ректор Иоганн Готфрид Штальбаум преобразовал школу в гуманистическую гимназию. В 1843 году перед зданием школы был открыт памятник Баху. В открытие принимал участие известный композитор Феликс Мендельсон. При ректоре Фридрихе Кранере была основана школьная библиотека, обширные собрания которой по естественнонаучной, географической, исторической и художественной тематике были переданы в фонд библиотеки Лейпцигского университета в 1985 году. В 1849 году при гимназии был основан академический певческий кружок Арион, который просуществовал до 1936 года.
Во времена ректорства Фридриха Августа Экштейна школа Святого Фомы становится одной из самых популярных и известных гуманистических гимназий в Германии. В 1877 году школа переезжает в новое здание, построенное по проекту архитектора Августа Фридриха Фихвегера, на улицу Schreberstraße рядом с общественной купальней Шребербад. Старое здание школы было снесено 25 лет спустя.
С 1873 по 1876 годы в школе преподавал физику нобелевский лауреат Карл Фердинанд Браун — будущий изобретатель катодно-лучевой трубки. В школе помимо преподавательской деятельности Браун занимался также научными исследованиями колебаний и проводимости тока. При этом он сделал своё первое открытие. На эту тему он пишет в 1874 г. в Analen der Physik und Chemie: «… большое количество естественных и искусственных серных металлов… имело разное сопротивление в зависимости от направления, величины и продолжительности тока. Различия составляли до 30 % от полной величины.» Это открытие послужило впоследствии основой для изобретения полупроводников. Также именно в это время Браун написал свою единственную книгу — «Тайны числа и чудеса арифметического искусства».

### Первая мировая война и эпоха национал-социализма
В 1912 году при ректоре Франце Эмиле Юнгмане школа отметила свой 700-летний юбилей. Спустя пять лет гимназию возглавил Карл Титтель. Ему довелось руководить школой в сложное время первой мировой войны и сопутствующей ей инфляцией, которая продолжалась вплоть до 1923 года. Во время Капповского путча перед зданием школы происходили столкновения между силами фрайкора и формированиями рабочих.

С 1935 до 1945 года ректором школы был Альфред Енч. Он старался воспитывать учеников в духе христианства и старался удерживать их от вступления в Гитлерюгенд. В своей речи по случаю 725-летия школы он говорил: «Музыка — вот наивысшие посвящение нашей школы». Тем не менее в годы национал-социализма в школе на первый план выдвигаются занятия спортом.

В ночь на 4 декабря 1943 года во время воздушного налёта на Лейпциг силами британских ВВС здание школы было почти полностью разрушено, сохранился только спортивный зал (окончательно здание школы было разрушено во время налёта 20 февраля 1944 года). Кантор Гюнтер Рамин был вынужден перевести хор Святого Фомы в гимназию Святого Августина. Для занятий учеников школы Святого Фомы временно предоставил классы Лейпцигский университет. Почти всех учеников старших классов в это время привлекли в помощь вермахту для обслуживания зенитных орудий. К концу войны занятия, паузы в проведении которых иногда достигали нескольких недель, проходили в здании школы Макса Клингера.

После войны стало известно, что ряд учеников школы состоял в членах антигитлеровского Сопротивления, возглавляемого Карлом Фридрихом Гёрделером.

### Во времяГДР
После войны занятия проходили в здании IV городской школы на Hillerstraße. В 1950 году руины школьного здания были снесены, на освободившейся территории была обустроена спортивная площадка. Из-за политических убеждений тогдашний ректор школы Гельмут Хайнц бежал в ФРГ.

Ввиду распространявшихся в ГДР атеистических мировоззрений школу Святого Фомы преобразовали в политехническую среднюю школу, а затем в общеобразовательную школу высшего уровня. В 1973 году школа перебралось в здание на Pestalozzistraße (сегодня — Telemannstraße). В 1981 году она входила в число всего 9 школ в ГДР, в которых преподавались древние языки (греческий и латынь).

### После объединения Германии
В 1990 году школа была реформирована в гимназию с углублённым изучением древних языков. С 2000 года школа находится в четырёхэтажном здании на Hillerstraße, построенном в стиле неоклассицизма и перестроенном по проекту архитекторов Артура Нумриха и Тимо Клумппа. Специалисты по садово-парковой архитектуре Даниэль и Аннетт Спренджеры спроектировали пришкольный сквер. Школьные богослужения проходят в находящейся неподалёку церкви Лютера.

## Школьная программа
Школа Святого Фомы специализируется на древних языках, поэтому, начиная с 5-го класса, для всех учеников обязательным является изучение латыни и английского языка. С 8-го класса ученики могут по желанию изучать также греческий язык. Школа Святого Фомы является единственным учебным заведением в Саксонии, в котором изучение греческого языка проводится на регулярной основе. Как альтернативу греческому ученики могут изучать французский, итальянский или польский язык.

В школе стараются сохранять её гуманитарные традиции. Ученикам предлагают по выбору изучать лютеранское или католическое толкование Закона Божьего. Также проводятся занятия по этике.

В связи с реформой гимназического образования в Саксонии в 2009 году школа Святого Фомы была преобразована в колледж языкового и художественного профиля с углубленным эстетическим образованием.

## Академические успехи
В последние годы свыше 70 учеников школы были участниками различных олимпиад и конкурсов, проводимых как в Саксонии, так и общегерманских: Германская математическая олимпиада, конкурс «Юность музицирует», Конкурс юных исследователей, Ученическое соревнование по политическому образованию, Федеральная олимпиада по иностранным языкам и др.

Оценка знаний учеников школы Святого Фомы относится к самым высоким в Саксонии. Средний балл в аттестате зрелости в учебном году 2009/10 составил 1,9, в то время как в целом по Лейпцигу он был равен 2,4. В 2010 году школа выпустила 5 учеников со средней оценкой 1,0.

## Школьная жизнь
Школа Святого Фомы имеет богатые 800-летние традиции. Только ученики школы могут являться членами хора Святого Фомы. Но кроме членов хора в школе учатся дети, которые помимо получения общего образования занимаются в театральной студии, играют в школьном оркестре, занимаются спортом и даже получают навыки гончарного мастерства. К услугам учеников в школе работают библиотека, спортивный зал, компьютерные классы, фотолаборатория. Один раз в 2-3 месяца выходит школьная газета в формате A4. Газета имеет тираж 175—300 экземпляров и освещает как школьную жизнь, так и события в мире.

Традиционно в школе проходят музыкальные вечера, художественные выставки, заседания дискуссионного клуба, дни открытых дверей, театральные и концертные постановки, школьные богослужения, рождественские карнавалы.

## Знаменитые ученики школы
В алфавитном порядке фамилий:
- Карл Фридрих Абель — композитор и исполнитель на виола да гамба;
- Франц Абт — композитор;
- Николаус Амсдорф — ближайший друг и сотрудник Мартина Лютера;
- Иоганн Август Апель — юрист, поэт, теоретик метрики;
- Вильгельм Фридеман Бах — органист, композитор, импровизатор, мастер контрапункта;
- Иоганн Кристоф Фридрих Бах — композитор;
- Иоганн Христиан Бах — композитор;
- Карл Филипп Эммануил Бах — композитор, музыкант;
- Христиан Даниель Бек — философ, историк и богослов;
- Юлиус Родерих Бенедикс — писатель, актёр, драматург, либреттист;
- Адольф Бёттгер —  поэт, драматург и переводчик.
- Генрих Брокгауз — писатель, искусствовед;
- Конрад Бурсиан — филолог, археолог и исследователь классической древности
- Рихард Вагнер — композитор, создатель цикла опер на сюжет германской мифологии, драматург (автор либретто своих опер), музыковед, философ, революционер;
- Иоганн Готлоб Фридрих Вик — музыкальный педагог;
- Томас Теодор Гейне — художник, график и писатель;
- Альберт Генель — политик;
- Клаус фон Донаньи — политик;
- Кристоф фон Донаньи — дирижёр;
- Райнхард Кайзер — композитор;
- Карл Густав Карус — врач (гинеколог, анатом, патолог, психолог), художник, учёный, крупный теоретик романтизма в искусстве;
- Иоганн Фридрих Кинд — поэт-лирик;
- Иоганн Людвиг Кребс — лютнист, органист и композитор;
- Готфрид Вильгельм Лейбниц — философ, логик, математик, физик, юрист, историк, дипломат, изобретатель и языковед;
- Юстус Герман Липсиус — филолог;
- Эдуард Фридрих Пёппиг — зоолог;
- Карл Готлиб Райсигер — композитор и дирижёр;
- Гюнтер Рамин — органист и хоровой дирижёр;
- Иоганн Розенмюллер — музыкант и композитор;
- Фридрих Руге — адмирал и историк;
- Пауль Тимих — поэт;
- Георг Фабрициус — чешский филолог и поэт;
- Пауль Флеминг — врач и барочный поэт;
- Юлиус Шнорр фон Карольсфельд — художник-романтик;
- Отто Цур-Штрассен — зоолог;
- Иоганн Андреас Шуберт — инженер, архитектор и конструктор;
- Энгельман, Теодор Вильгельм — естествоиспытатель.

## Знаменитые преподаватели школы
В алфавитном порядке фамилий:
- Иоганн Себастьян Бах — композитор, органист-виртуоз, музыкальный педагог;
- Карл Фердинанд Браун — физик, изобретатель, лауреат Нобелевской премии;
- Эрнст Виндиш — языковед, санскритолог и кельтолог;
- Мориц Гауптман — композитор, музыковед и музыкальный педагог;
- Иоганн Грауманн — лютеранский пастор, теолог, педагог, гуманист, реформатор;
- Зет Кальвизий — астроном, хронолог, историк, теоретик музыки и композитор;
- Фридрих Эдуард Кёниг — богослов;
- Густав Кёртинг — филолог;
- Отто Крузиус — филолог;
- Иоганн Кунау — композитор, органист и музыковед;
- Август Лескин — лингвист, член Берлинской академии наук, иностранный член-корреспондент Петербургской академии наук, один из основных представителей школы младограмматиков;
- Гюнтер Рамин — органист и хоровой дирижёр;
- Эрнст Фридрих Эдуард Рихтер — композитор, музыковед и музыкальный педагог;
- Иоганн Розенмюллер — музыкант и композитор;
- Вильгельм Руст — композитор, музыковед и хормейстер;
- Пауль Тимих — поэт;
- Георг Фабрициус — чешский филолог и поэт;
- Иоганн Герман Шайн — композитор.